# حمدی رزاق
حمدی رزاق (انگلیسی: Hamdi Razak؛ زادهٔ ۸ اکتبر ۱۹۸۵) بازیکن فوتبال اهل فرانسه است.
از باشگاه‌هایی که در آن بازی کرده‌است می‌توان به باشگاه فوتبال ستاره سرخ و باشگاه فوتبال سوئیندون تاون اشاره کرد.